# Inostemma shencottahense
Inostemma shencottahense är en stekelart som beskrevs av Durgadas Mukerjee 1981. Inostemma shencottahense ingår i släktet Inostemma och familjen gallmyggesteklar. Inga underarter finns listade i Catalogue of Life.